# 天桂寺
天桂寺（てんけいじ）は、東京都杉並区成田東に所在する曹洞宗の寺院。

## 概要
慶長年間に小田原北条氏の家臣だった岡部忠吉が、先祖である岡部忠澄を偲び庵を結んだのがその創建であると伝わる。
その後、岡部忠吉の嫡男たる岡部吉正（徳川幕府旗本）が中野成願寺より僧侶を招き、寛永10年に伽藍を整えるなどして本格的な寺院として整備する。その縁もあり、当寺は岡部家の菩提寺となった。
安政3年（1856年）に暴風被害に見舞われ、建物は全壊し、所有する記録什宝類も破損腐朽するという憂き目に遭うが、明治期になって再建が進められ、大正12年（1923年）に本堂の再建が成った。

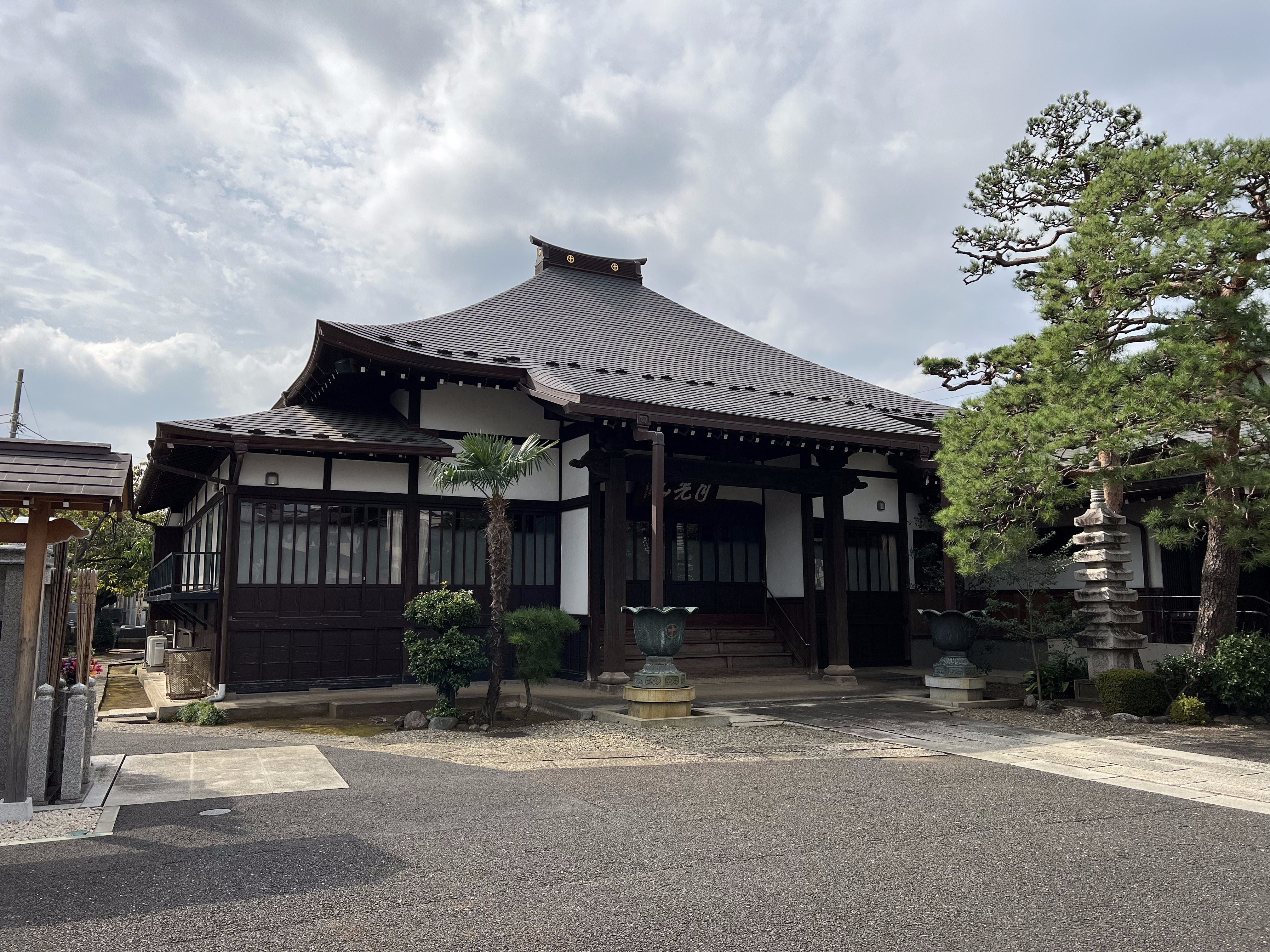
本堂

## 文化財
- 寛文四年銘聖観音庚申供養塔[4]
- 岡部氏一族の墓（附位牌）[5]

いずれも東京都杉並区指定。

## 著名人墓所

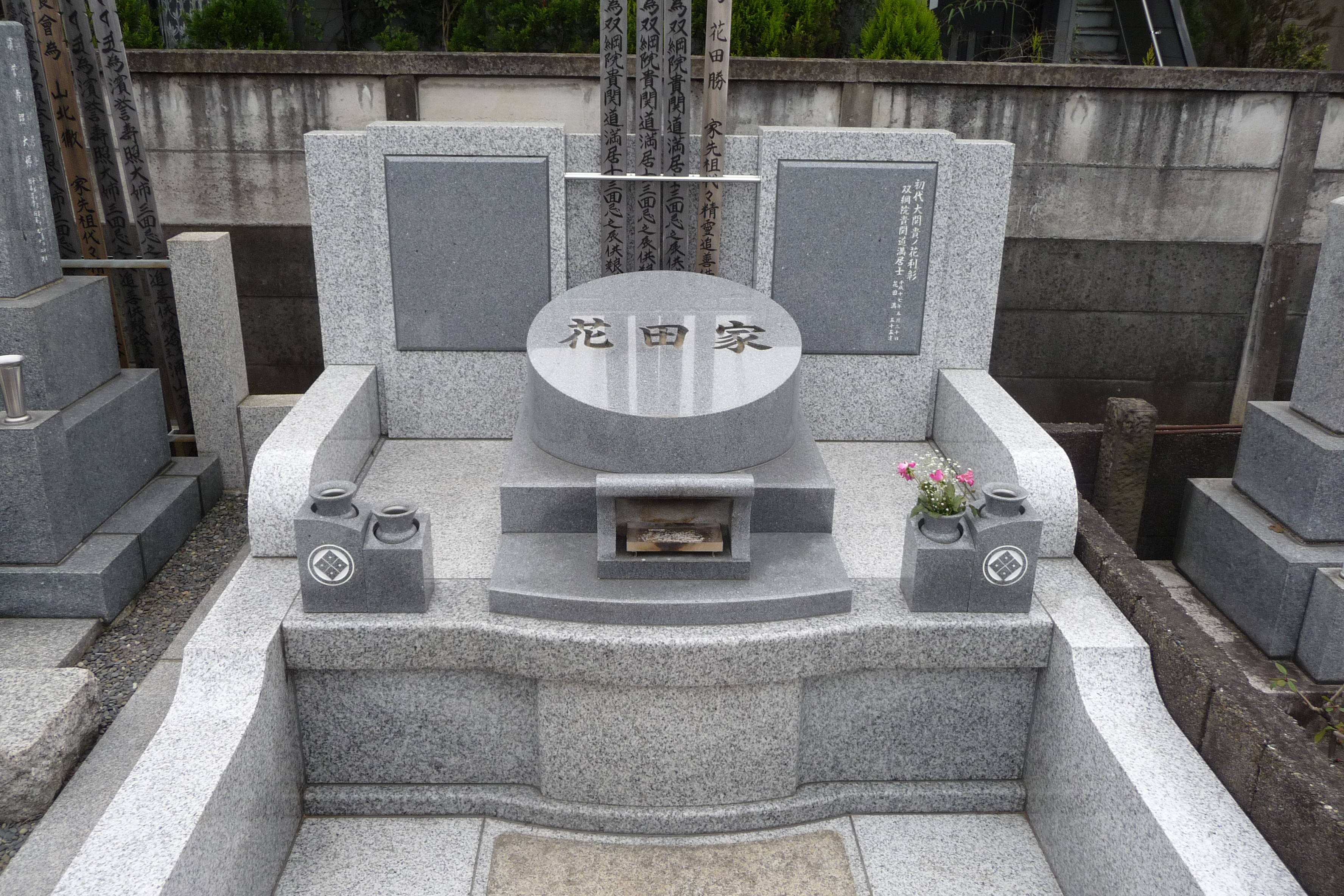
貴ノ花利彰の墓所

- 貴ノ花利彰（大相撲第205代大関）

## 交通アクセス
- 東京メトロ丸ノ内線　
  - 南阿佐ケ谷駅より徒歩3分